# Chevrolet K5 Blazer
Chevrolet K5 Blazer and GMC 1500 Jimmy au fost numele a două SUV-uri americane. Cu timpul GM a mai folosit numele de Blazer și Jimmy pentru:
- K5 Blazer and Jimmy;
- S-10 Blazer and S-15 Jimmy;
- Chevrolet TrailBlazer;
- GMC Typhoon.